# Marco Aurélio Moreira
Marco Aurélio Moreira, mais conhecido por Marco Aurélio (Muriaé, 10 de Fevereiro de 1952), é um ex-futebolista e treinador de futebol brasileiro. Atualmente está sem clube.
É pai do também treinador Felipe Moreira.

## Carreira

### Como jogador
Foi revelado no Nacional Atlético Clube de Muriaé, onde permaneceu até 1970, quando foi para o Fluminense.
Iniciou sua carreira profissional no Fluminense, onde era conhecido por Marquinhos. Participou do Torneio Pré-Olímpico de 1971 e na temporada seguinte recebeu suas primeiras oportunidades no time principal do Fluminense, mesmo ano em que foi emprestado ao Vitória.
Sem espaço no clube carioca, se transferiu para o Noroeste em 1975. Ao todo, disputou 47 partidas, com 35 vitórias, 14 empates e 16 derrotas, marcando 5 gols.
Depois de um bom campeonato paulista pelo Noroeste, acertou com a Ponte Preta. Teve uma grande passagem pelo clube, onde fiou até 1982 e, por três vezes, foi vice-campeão paulista (1977, 1979 e 1981) e terceiro lugar no Campeonato Brasileiro de 81.
Passou pelo São Bento de Sorocaba e pelo Esporte Clube Taubaté, antes de voltar para Campinas em 1984.
Posteriormente, foi negociado com o Coritiba, onde foi Campeão Brasileiro em 1985. Em 1986, conquistou o Campeonato Paranaense e no ano seguinte, o meio-campista decidiu encerrar sua carreira.

### Como treinador
Sua primeira experiência foi em 1996, quando comandou o time profissional da Ponte Preta no Campeonato Paulista e no 1º turno do Brasileiro. Voltou ao time de juniores do clube e em setembro de 1998, assumiu ontem o comando técnico do time substituindo Pedro Rocha. Assumiu o time a poucas rodadas do final do Campeonato Brasileiro e evitou que a equipe de Campinas fosse rebaixada.
No ano seguinte, levou a Ponte, um time sem estrelas, às quartas-de-final do Campeonato Brasileiro.
Foi técnico de equipes como Figueirense, Cruzeiro e Kashiwa Reysol do Japão.
Foi o treinador do Vitória quando o clube conquistou a Copa do Nordeste, em 2000.
Em julho de 2000, assume o Palmeiras. Foi ele quem dirigiu o time do Palmeiras na final da Copa Mercosul de 2000, quando o time paulista foi derrotado pelo Vasco da Gama de virada por 4 a 3, no jogo que é lembrado até hoje como a Virada do Século pelos vascaínos. Também foi ele que criou polêmica em 2001 ao dispensar o jogador Alex do Cruzeiro via telefone celular, alegando que o camisa 10 estava acima do peso.
Retornou ao Vitória em 2007.
No final de 2014, assumiu o Bragantino para a temporada seguinte.

## Títulos

### Como jogador
Fluminense
- Campeonato Carioca: 1973
- Taça Guanabara de 1971

Coritiba
- Campeonato Brasileiro: 1985
- Campeonato Paranaense: 1986

### Como treinador
Ponte Preta
- Campeão Paulista do Interior: 2009

Cruzeiro
- Copa do Brasil: 2000
- Copa Sul-Minas: 2002
- Supercampeonato Mineiro: 2002